# Codependência

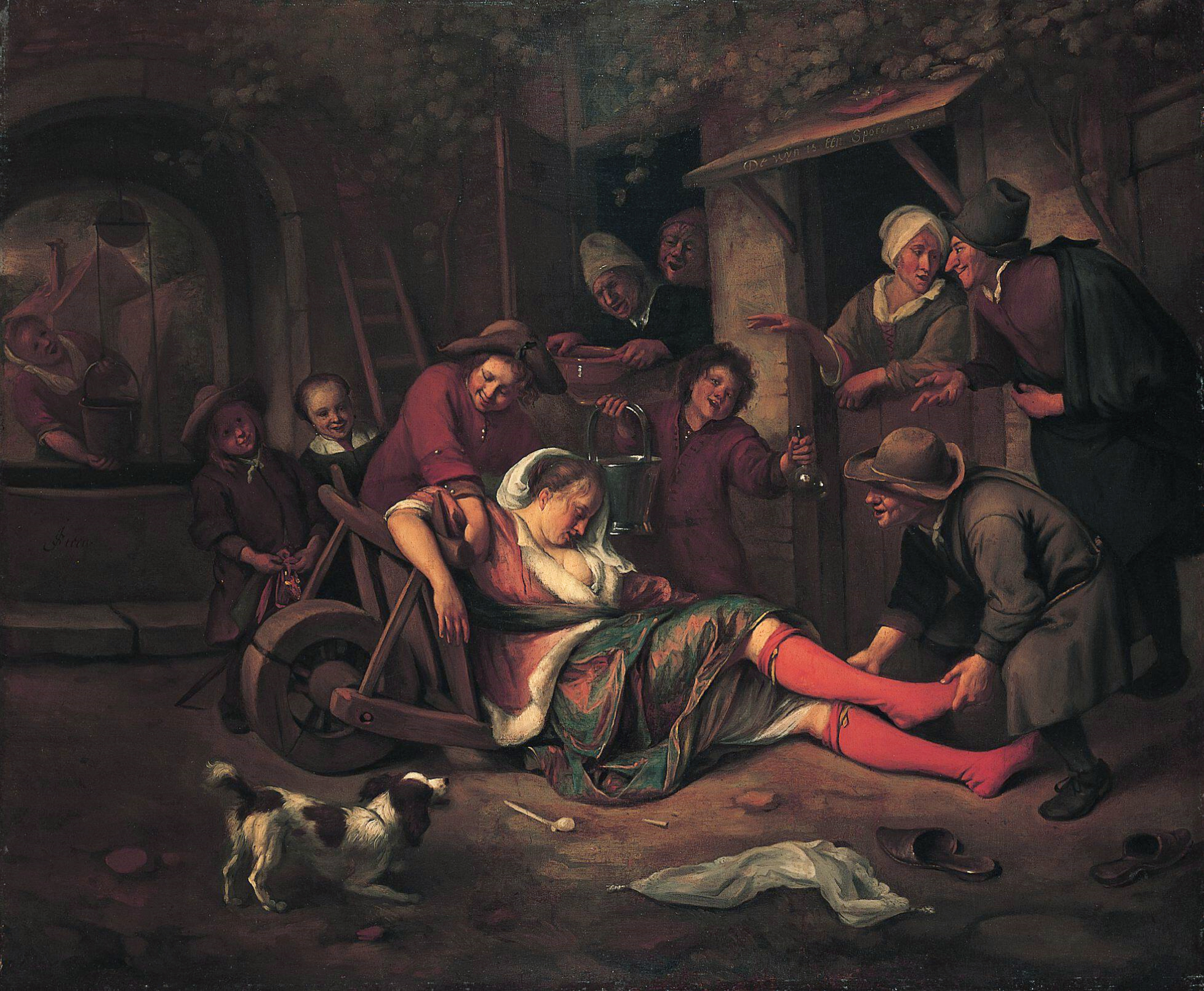
Codependentes podem negar a existência de um problema com seus entes queridos mesmo em face de muitas evidências.

Codependência é um termo da área de saúde usado para se referir a pessoas fortemente ligadas emocionalmente a uma pessoa com séria dependência física e/ou psicológica de uma substância (como álcool ou drogas ilícitas) ou com um comportamento problemático e destrutivo (como jogo patológico ou um transtorno de personalidade). É um fato conhecido que a dependência patológica causa grande impacto e sofrimento na vida das pessoas próximas, mas poucos percebem como a codependência é altamente prejudicial para ambas as partes. Ao invés de ajudar o dependente a melhorar, certos tipos de codependentes acabam reforçando o comportamento patológico.
Codependente é uma pessoa que tem deixado o comportamento de outra afetá-la, e é obcecada em controlar o comportamento dessa outra pessoa.
O codependente acredita que sua felicidade depende da pessoa que tenta ajudar, e assim se torna dependente dele emocionalmente, sendo excessivamente permissivo, tolerante e compreensivo com os abusos do outro, mesmo que este seja excessivamente controlador, perfeccionista e autoritário. É comum que o codependente coloque as necessidades do outro, acima de suas próprias. É comum que desenvolvam duplo vínculo.

## História
O termo codependência provavelmente foi desenvolvido em Minnesota no final da década de 1970 a partir de co-alcoólico, quando o alcoolismo e outras dependências químicas foram agrupados sob o termo "dependência química". No contexto dos Alcoólicos Anônimos, percebeu-se que o alcoolismo não envolvia apenas o dependente, mas também os comportamentos de facilitação no ambiente social do alcoólico. O termo codependente foi inicialmente usado para descrever pessoas cujas vidas eram afetadas pela convivência com alguém com transtorno de uso de substâncias, o que resultava no desenvolvimento de padrões não saudáveis de enfrentamento como reação ao abuso de substâncias dessa outra pessoa.
Em 1986, o psiquiatra Timmen L. Cermak publicou Diagnosing and Treating Co-Dependence: A Guide for Professionals. Nesse livro e em um artigo publicado no Journal of Psychoactive Drugs, Cermak argumentou, sem sucesso, que a codependência deveria ser incluída como um transtorno de personalidade separado no Manual Diagnóstico e Estatístico de Transtornos Mentais III-R (DSM-III-R).
Melody Beattie popularizou o conceito de codependência em 1986 com o livro Codependent No More, que vendeu oito milhões de cópias, com edições atualizadas lançadas em 1992 e 2022. Baseando-se em sua experiência pessoal com o abuso de substâncias e no cuidado de alguém nessa situação, ela também entrevistou pessoas ajudadas pelo Al-Anon. O trabalho de Beattie serviu como base para a criação de uma organização de programa de 12 passos chamada Codependentes anônimos, fundada em 1986, embora o grupo não endosse nenhuma definição ou critério diagnóstico para codependência.

## Definição
A codependência não possui uma definição ou critérios diagnósticos estabelecidos dentro da comunidade de saúde mental. Ela não foi incluída como uma condição em nenhuma edição do DSM ou da CID.
O conceito de codependência possui três níveis de significado:
- Uma ferramenta educativa que, ao ser explicada às famílias, ajuda a normalizar os sentimentos que estão experimentando e permite que mudem o foco da pessoa dependente para os próprios padrões de comportamento disfuncionais.[17]
- Um conceito psicológico, um meio resumido de descrever e explicar o comportamento humano.[18]
- Um transtorno psicológico, implicando que há um padrão consistente de traços ou comportamentos entre indivíduos que pode gerar disfunção significativa.[18][19]

A discussão sobre codependência geralmente considera o transtorno, embora não haja consenso de que a codependência seja de fato um transtorno, nem sobre como poderia ser definido ou diagnosticado.:723 Não há definição ou critérios diagnósticos estabelecidos dentro da comunidade de saúde mental, e ela não foi incluída como condição em nenhuma edição do DSM ou da CID.
O Descritor em Ciências da Saúde utilizado pela Biblioteca Nacional de Medicina dos Estados Unidos descreve a codependência como "Um padrão relacional no qual uma pessoa tenta derivar um senso de propósito por meio de relacionamentos com outros."
A organização Mental Health America considera a codependência um sinônimo de "dependência de relacionamento", referindo-se a pessoas com baixa autoestima que buscam realização vicária em um membro disfuncional da família.

### Sinais e sintomas
Nem toda forma de apoio, compreensão e altruísmo são problemáticos, eles podem ser muito úteis e importantes para o funcionamento da família, só se tornam problemáticos quando causam grande sofrimento aos envolvidos e não ajudam a resolver o comportamento patológico da pessoa-problema. Em muitos casos, a pessoa codependente tende a se culpar excessivamente por problemas e situações difíceis, incluindo aqueles que envolvem outras pessoas. A culpa é muitas vezes internalizada, pois a pessoa sente que é responsável pelo bem-estar e pelas emoções dos outros. Isso pode se manifestar em sentimentos de inadequação, vergonha ou de não ser "bom o bastante." No entanto, em algumas situações, o codependente também pode externalizar a culpa, especialmente quando a dor ou o sofrimento causado pela relação se torna insuportável. Nesse caso, a pessoa pode projetar suas dificuldades nos outros como uma forma de lidar com a frustração, embora essa seja uma reação menos comum. Algumas das características do codependente, segundo o livro "Codependência Nunca Mais" de Melody Beattie, são:
- Considerar-se e sentir-se responsável por outra(s) pessoas(s) – pelos sentimentos, pensamentos, ações, escolhas, desejos, necessidades, bem-estar, falta de bem-estar e até pelo destino dessa(s) pessoa(s).
- Sentir ansiedade, pena e culpa quando a outra pessoa tem um problema.
- Sentir-se compelido – quase forçado – a ajudar aquela pessoa a resolver o problema, seja dando conselhos que não foram pedidos, oferecendo uma série de sugestões ou equilibrando emoções.
- Ter raiva quando sua ajuda não é eficiente.
- Comprometer-se demais.
- Culpar outras pessoas pela situação em que ele mesmo está.
- Dizer que outras pessoas fazem com que se sinta da maneira que se sente.
- Achar que a outra pessoa o está levando à loucura.
- Sentir raiva, sentir-se vítima, achar que está sendo usado e que não sente sendo apreciado.
- Achar que não é bom o bastante.
- Contentar-se apenas em ser necessário a outros.

### Cultura popular
No livro de autoajuda de Melody Beattie, ela propôs que "A definição óbvia [de codependência] seria: ser um parceiro na dependência. Essa definição está próxima da verdade, mas ainda não é clara." Beattie elaborou: "Uma pessoa codependente é aquela que permitiu que o comportamento de outra pessoa a afetasse e que está obcecada em controlar o comportamento dessa pessoa."
A terapeuta e autora de autoajuda Darlene Lancer afirma que "Um codependente é uma pessoa que não consegue funcionar a partir de seu eu inato e, em vez disso, organiza o pensamento e o comportamento em torno de uma substância, processo ou outra(s) pessoa(s)." Lancer inclui todos os vícios em sua definição e acredita que um "eu perdido" é o núcleo da codependência.
Codependentes anônimos, uma organização de autoajuda para pessoas que buscam desenvolver relacionamentos saudáveis e funcionais, "não oferece definição ou critérios diagnósticos para codependência", mas fornece uma lista de "padrões e características de codependência" que podem ser usados por leigos para autoavaliação.

## Teorias
De acordo com teorias que consideram a codependência como um transtorno psicológico, o parceiro codependente em um relacionamento é frequentemente descrito como apresentando autopercepções, atitudes e comportamentos que acabam aumentando os problemas no relacionamento em vez de reduzi-los. Sugere-se frequentemente que pessoas codependentes foram criadas em famílias disfuncionais ou expostas precocemente a comportamentos de vício, o que resulta na permissão de padrões de comportamento semelhantes por parte de seus parceiros.
Em uma tentativa inicial de definir a codependência como um transtorno diagnosticável, o psiquiatra Timmen Cermak propôs: "A codependência é um padrão reconhecível de traços de personalidade, previsivelmente encontrado na maioria dos membros de famílias quimicamente dependentes, que são capazes de criar disfunções suficientes para justificar o diagnóstico de Transtorno de personalidade mista conforme descrito no DSM III." Cermak listou os traços que identificou em parceiros autossufocantes e de apoio a pessoas com dependência química ou transtornos de personalidade, e propôs um conjunto de critérios diagnósticos no estilo do DSM. Sua proposta posicionou a codependência dentro da estrutura do Transtorno de Personalidade Mista, que descreve indivíduos que não se qualificam para um único diagnóstico de Transtorno de personalidade, mas possuem traços de vários transtornos de personalidade.
Esforços para definir e medir a codependência incluem a Escala de Codependência Spann–Fischer, proposta em 1990. Essa escala baseia-se em uma definição de codependência como "um padrão disfuncional de se relacionar com os outros, com um foco extremo fora de si mesmo, falta de expressão de sentimentos e significado pessoal derivado de relacionamentos com os outros."
Como parte de um esforço para unificar uma definição de codependência, uma revisão de 1994 encontrou que as definições incluídas nos artigos analisados sugerem "uma dependência excessiva de outras pessoas para aprovação e para um senso de identidade e propósito." Um estudo de 2004 constatou que as definições tipicamente incluem alto auto-sacrifício, foco nas necessidades dos outros, supressão das próprias emoções e tentativas de controlar ou resolver os problemas de outras pessoas.

### Relacionamentos
Relacionamentos codependentes são frequentemente descritos como marcados por problemas de intimidade, dependência, controle (incluindo cuidados excessivos), negação, comunicação disfuncional, limites frágeis e alta reatividade. Pode haver um desequilíbrio no relacionamento, em que uma pessoa é abusiva ou exerce controle, ou apoia e permite o vício, a saúde mental debilitada, a imaturidade, a irresponsabilidade ou a subutilização das capacidades da outra pessoa.
Sob essa concepção, o propósito da pessoa codependente no relacionamento está baseado em fazer sacrifícios extremos para satisfazer as necessidades do parceiro. Relacionamentos codependentes representam um grau de comportamento "grudento" e necessitado, onde uma das partes ou ambas não possuem auto-suficiência ou autonomia. Uma ou ambas as partes dependem do parceiro para sua realização pessoal.

### Transtornos de personalidade
A codependência pode ocorrer no contexto de relacionamentos com pessoas que possuem transtornos de personalidade diagnosticáveis.
- Transtorno de personalidade borderline – Existe uma tendência para que os entes queridos de pessoas com transtorno de personalidade borderline (TPB) assumam papéis de "cuidadores", priorizando os problemas da vida da pessoa com TPB em detrimento dos seus próprios. O parceiro codependente pode sentir-se valorizado ao ser percebido como "o sensato" ou "o responsável".[36]
- Transtorno de personalidade narcisista – Narcisistas, com sua habilidade de persuadir outros a "comprarem sua visão" e ajudá-los a torná-la realidade, buscam e atraem parceiros que colocam as necessidades dos outros acima das suas próprias.[37] Uma pessoa codependente pode oferecer ao narcisista um público obediente e atento.[38] As interações recíprocas entre ambos incluem a necessidade do narcisista de se sentir importante e especial e a forte necessidade do codependente de ajudar os outros a se sentirem dessa forma.[39]

### Dinâmica familiar
Na família disfuncional, a criança aprende a se ajustar às necessidades e sentimentos dos pais, em vez de o contrário. O papel de pai ou mãe exige um certo grau de autossacrifício e priorização das necessidades da criança. Um pai ou mãe pode ser codependente em relação ao próprio filho.
De forma geral, um pai que cuida de suas próprias necessidades (emocionais e físicas) de maneira saudável será um cuidador mais eficaz, enquanto um pai codependente pode ser menos eficiente ou até mesmo prejudicar a criança. Relações codependentes frequentemente se manifestam através de comportamentos de habilitação, especialmente entre pais e filhos. Outra maneira de ver isso é que as necessidades de um bebê são necessárias, mas temporárias, enquanto as necessidades de uma pessoa codependente são constantes. Filhos de pais codependentes que ignoram ou anulam seus próprios sentimentos podem também se tornar codependentes.

## Recuperação e prognóstico
Sem um consenso sobre como a codependência deve ser definida e sem critérios diagnósticos reconhecidos, os profissionais de saúde mental têm opiniões variadas sobre o diagnóstico e tratamento da codependência. Cuidar de uma pessoa com dependência física não é necessariamente uma patologia. O cuidador pode se beneficiar de habilidades de assertividade e da capacidade de atribuir a responsabilidade pela dependência ao outro.
Indivíduos que enfrentam a codependência podem se beneficiar de psicoterapia, incluindo terapia cognitivo-comportamental e práticas de mindfulness.
Muitos guias de autoajuda foram escritos sobre codependência. Grupos de autoajuda como Co-Dependents Anonymous (CoDA), Al-Anon/Alateen, Nar-Anon, Adult Children of Alcoholics (ACoA) e Celebrate Recovery, um grupo cristão baseado nos doze passos e na Bíblia, também oferecem suporte para a recuperação da codependência.

### Tratamento
É importante que o codependente faça algum tipo de acompanhamento psicológico (seja ele terapia de casal, terapia em grupo, terapia familiar ou terapia individual), pois trata-se de uma situação que envolve grande sofrimento e muito difícil de ser resolvida sem ajuda. Em alguns casos acompanhamento psiquiátrico também é recomendado.
Padrões de co-dependência não resolvida pode levar a problemas mais graves como o alcoolismo, vício em drogas, transtornos alimentares e outros comportamentos auto-destrutivos e vícios patológicos. As pessoas com co-dependência também são mais susceptíveis de atrair novos abusos de indivíduos agressivos , mais propensos a ficar em empregos estressantes ou relacionamentos, menos propensos a procurar atendimento médico quando necessário e também são menos propensos a receber promoções e tendem a ganhar menos dinheiro do que aqueles sem os padrões de co-dependência.
Apesar da importância da psicoterapia, deve-se ter cautela ao escolher tratamentos, pois nem todos são baseados em evidências, alguns são apenas baseados em crenças e filosofias que podem causar ainda mais prejuízo a família envolvida.

## Controvérsia
Como a codependência não é uma condição de saúde mental diagnosticável, não há consenso médico sobre sua definição, nem evidências de que seja causada por um processo de doença. O termo tornou-se amplamente aplicável a muitos comportamentos e foi usado de forma excessiva por alguns autores de autoajuda e comunidades de apoio. Em um artigo da Psychology Today, a clínica Kristi Pikiewicz sugeriu que o termo "codependência" foi usado de forma exagerada, tornando-se um clichê, e que rotular um paciente como codependente pode desviar o foco de como seus traumas moldaram seus relacionamentos atuais.
Alguns estudiosos e profissionais de tratamento afirmam que a codependência deve ser compreendida como um impulso positivo que se desvirtuou, questionando a ideia de que comportamentos interpessoais devam ser conceitualizados como vícios ou doenças, além de criticar a patologização de características de personalidade associadas às mulheres. Um estudo sobre as características associadas à codependência constatou que a não-codependência estava relacionada a traços de caráter masculinos, enquanto a codependência estava associada a traços femininos negativos, como autonegação, auto-sacrifício ou baixa autoestima.

## Codependentes anônimos
Codependentes Anônimos (CoDA) é um programa de doze passos que opera em 72 países para pessoas que compartilham o desejo comum de desenvolver relacionamentos funcionais e saudáveis. O Codependentes Anônimos foi fundado por Ken e Mary Richardson, e a primeira reunião do CoDA, com a presença de 30 pessoas, foi realizada em 22 de outubro de 1986 em Phoenix, Arizona.
"...Eu havia concluído centenas de avaliações de codependência em pacientes e familiares e descobri que muitas dessas pessoas não eram filhos adultos, amigos, familiares ou parentes de alcoólatras." Ken Richardson, CoDA Co-Founder
Em quatro semanas, havia 100 pessoas e, antes do final do ano, já havia 120 grupos. A CoDA realizou sua primeira Conferência Nacional de Serviço no ano seguinte com 29 representantes de sete estados. A CoDA se estabilizou em cerca de mil reuniões nos EUA, com reuniões ativas em outros 60 países e dezenas online que podem ser acessadas em www.coda.org.
Nos mesmos moldes dos Alcoólicos anônimos, os Codependentes anônimos, têm por objetivo ajudar pessoas codependentes com terapias de grupo. As chamadas Doze Tradições dos Codependentes Anônimos foram adaptados das 12 Tradições de Alcoólicos Anônimos, são elas:
1. Nosso bem-estar comum deve estar sempre em primeiro lugar; a recuperação pessoal depende da unidade de Codependentes Anônimos.
2. Somente uma autoridade preside, em última análise, ao nosso propósito comum – um Poder Superior amantíssimo que Se manifesta em nossa consciência coletiva. Nossos líderes são apenas servidores de confiança; não têm poderes para governar.
3. O único requisito para ser membro da unidade de Codependentes Anônimos é ter um sincero desejo para relacionamentos saudáveis e amorosos.
4. Cada Grupo deve ser autônomo, salvo em assuntos que afetam outros Grupos, ou Codependentes Anônimos como um todo.
5. Cada Grupo tem um único propósito primordial – levar sua mensagem ao Codependente que ainda sofre.
6. Um Grupo de Codependentes Anônimos nunca deverá jamais endossar, financiar ou emprestar o nome de Codependentes Anônimos a qualquer sociedade parecida ou empreendimento alheio à irmandade, para que problemas de dinheiro, propriedade e prestígio não nos desviem de nosso propósito espiritual.
7. Cada Grupo deverá ser totalmente auto-sustentável, recusando assim contribuições de fora.
8. Codependentes Anônimos deverá permanecer sempre não profissional, embora nossos centros de serviços possam empregar trabalhadores especializados
9. Codependentes Anônimos, jamais deverá organizar-se como tal; podemos, porém, criar juntas ou comitês de serviço diretamente responsáveis perante aqueles a quem prestam serviços.
10. Codependentes Anônimos não opinam sobre questões alheia à Irmandade, portanto, o nome de Codependentes Anônimos, jamais deverá aparecer em controvérsias públicas.
11. Nossas relações com o público baseiam-se na atração em vez da promoção; cabe-nos sempre preservar o anonimato pessoal em nível de imprensa, rádio e filmes.
12. O anonimato é a base espiritual de todas as nossas Tradições, lembrando-nos sempre da necessidade de colocar os princípios acima das personalidades.

## Nota
- Este artigo foi inicialmente traduzido, total ou parcialmente, do artigo da Wikipédia em inglês cujo título é «Codependency», especificamente desta versão.